# Silnice I/12
Silnice I/12 je silnice I. třídy v trase: Praha-Běchovice – Újezd nad Lesy – Úvaly – Kolín. Její délka je 34,589 km. V úseku Praha (D0) – Úvaly je plánována přeložka v čtyřpruhovém uspořádání; na konci roku 2023 se začátek stavby plánoval na rok 2025 a její uvedení do provozu v roce 2027.

## Vedení silnice
- Praha
- Praha – Běchovice (D0, exit 63)
- Úvaly, II/101
- Český Brod, II/113
- Přistoupim, II/108
- Třebovle, II/334
- Plaňany, II/329
- Kolín, I/38

## Vodstvo na trase
U sjezdu na Plaňany vede přes Výrovku, u Českého Brodu přes Šemberu a v Úvalech přes Výmolu.

## Modernizace silnice
| Číslo | Název             | Délka   | Kategorie | Zahájení výstavby | Uvedení do provozu | Křižovatky                                                 |
| ----- | ----------------- | ------- | --------- | ----------------- | ------------------ | ---------------------------------------------------------- |
| S64   | Běchovice – Úvaly | 12,6 km | 24,5/110  | 07/2025           | plánováno 2027     | Běchovice Koloděje Újezd nad Lesy Květnice Škvorec Tuklaty |
| S80   | Úvaly – Kolín     | 29,5 km | 14/80     | plánováno 2030    | plánováno 2034     |                                                            |

## Fotogalerie

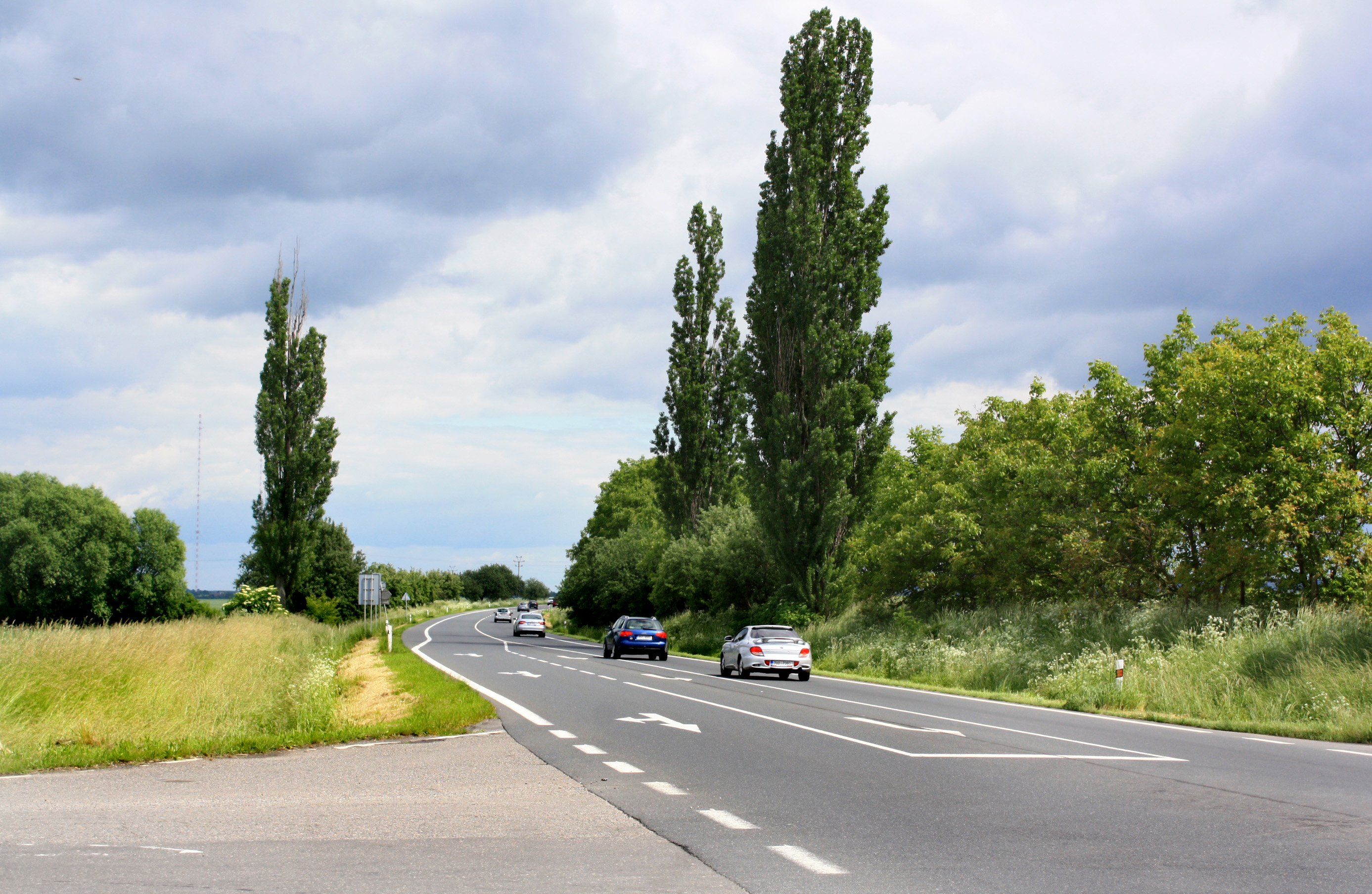
Silnice I/12 u Nové Vsi II (10 km za Prahou)
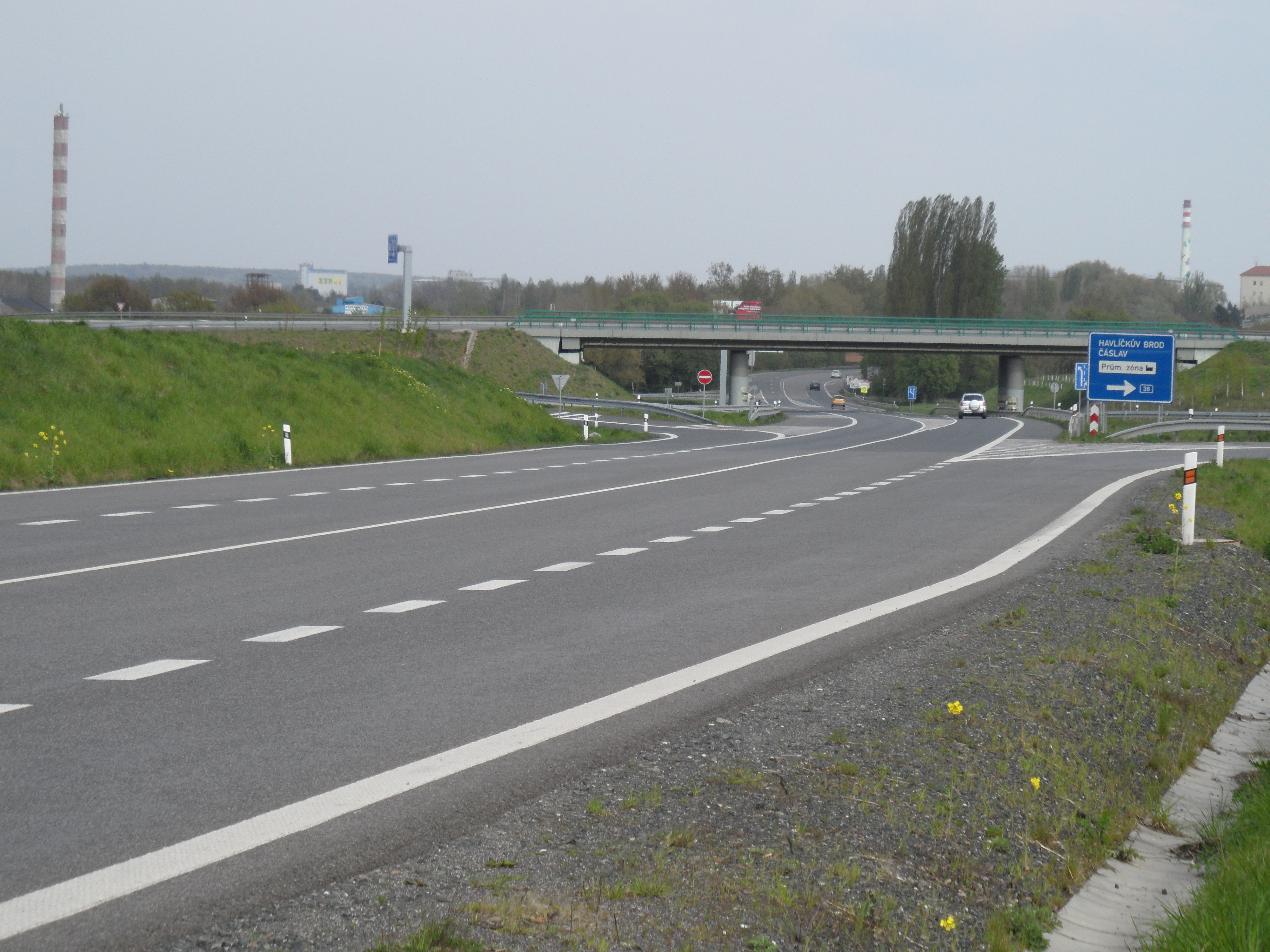
Silnice I/12 u Kolína, mimoúrovňové napojení na I/38